# Finske mark
Finsk mark (forkortet mk; på finsk: Suomen markka) var den valuta som blev anvendt i Finland frem til indførelsen af euroen 2002. Valutakoden var FIM. 1 mark (på finsk: markka) var lig med 100 penni (på finsk: penni).
Valutaen indførtes 1860 i seddelform, mens mønterne kom til i 1864 og erstattede den russiske rubel 1865 trods at Finland endnu var en del af Rusland som et autonomt storfyrstendømme.
Ved overgangen til euroen fastsattes slutkursen (1999) til 1 euro = 5,94573 finske mark.

## Anvendelse
Valutaen blev udstedt af Finlands Bank som blev grundlagt 1812 af Alexander I af Rusland. Ved grundlæggelsen lå banken i Åbo, men har siden 1819 haft sit hovedkontor i Helsingfors. Den er medlem af det europæiske centralbanksystem.

## Valører (ved afskaffelsen 2002)

### Mønter
1 og 5 penni fandtes 2002 endnu i begrænset cirkulation men prægedes ikke længere, og blev i praksis sjældent brugt på grund af en lov om afrunding til nærmeste 10 penni.
- 10 penni (sølvfarvet) et bitavlemønster på forsiden og en liljekonvalblomst på bagsiden.
- 50 penni (sølvfarvet) en slags mos på forsiden og en bjørn på bagsiden.
- 1 mark (kobberfarvet) løven fra det finske statsvåben er på bagsiden.
- 5 mark (kobberfarvet) åkandeblad og en guldsmed på forsiden og en endemisk finsk sælart på bagsiden.
- 10 mark (to metaller, kobberfarvet i midten og sølvfarvet rundt om) rønnegrene og rønnebær på forsiden og en tjur på bagsiden.

### Sedler
| Valør     | Farve      | Forside                                            | Bagside                    |
| --------- | ---------- | -------------------------------------------------- | -------------------------- |
| 10 mark   | Blå        | Paavo Nurmi (1897 – 1973), idrætsmand og OL-vinder | Helsingfors Olympiastadion |
| 20 mark   | Blå/grøn   | Väinö Linna (1920 – 1992), forfatter               | Tammerkoski bro            |
| 50 mark   | Brun       | Alvar Aalto (1898 – 1976), arkitekt                | Finlandiahuset             |
| 100 mark  | Grøn       | Jean Sibelius (1865-1957), komponist               | Svaner                     |
| 500 mark  | Rød        | Elias Lönnrot (1802-1884), kompilator af Kalevala  | Fodvandringsspor i skoven  |
| 1000 mark | Blå/purpur | Anders Chydenius (1729-1803), præst og statsmand   | Kungsporten i Sveaborg     |

## Eksterne links
- Centralbanken Finlands Bank Arkiveret 2. august 2009 hos  Wayback Machine
- Finske marksedler Arkiveret 1. april 2007 hos  Wayback Machine